# Felsőucsa
Felsőucsa, román nyelven Ucea de Sus, falu Romániában, Erdélyben, Brassó megyében.

## Fekvése
A Fogarasi-havasok északi oldalán, Alsóárpás, Felsőárpás, Felsővist és Korb között, a Kis-Ucsa-patak bal partján fekvő település.

## Története
Nevét 1509-ben említette először oklevél Felső Ucsa néven.
Későbbi névváltozatai: 1632-ben Felső Uczia, 1637-ben Felseő Uczya, 1733-ban Felső-Utsa, 1750-ben Felső-Ucse, 1805-ben Utsa,
1808-ban Ucsa (Felső-), Ucsa de szusz, 1861: Felső-Ucsa, 1888-ban Felső-Ucsa (Felső-Utsa, Ucza din szusz), 1913-ban Felsőucsa.
1637-ben I. Rákóczi György birtoka volt.
A trianoni békeszerződés előtt Fogaras vármegye Alsóárpási járásához tartozott.
1910-ben 1237 lakosából 15 magyar, 14 német, 1201 román volt. Ebből 24 római katolikus, 126 görögkatolikus, 1083 görögkeleti ortodox volt.